# 溫克爾巴赫河
47°48′20″N 12°08′20″E / 47.80557°N 12.13887°E

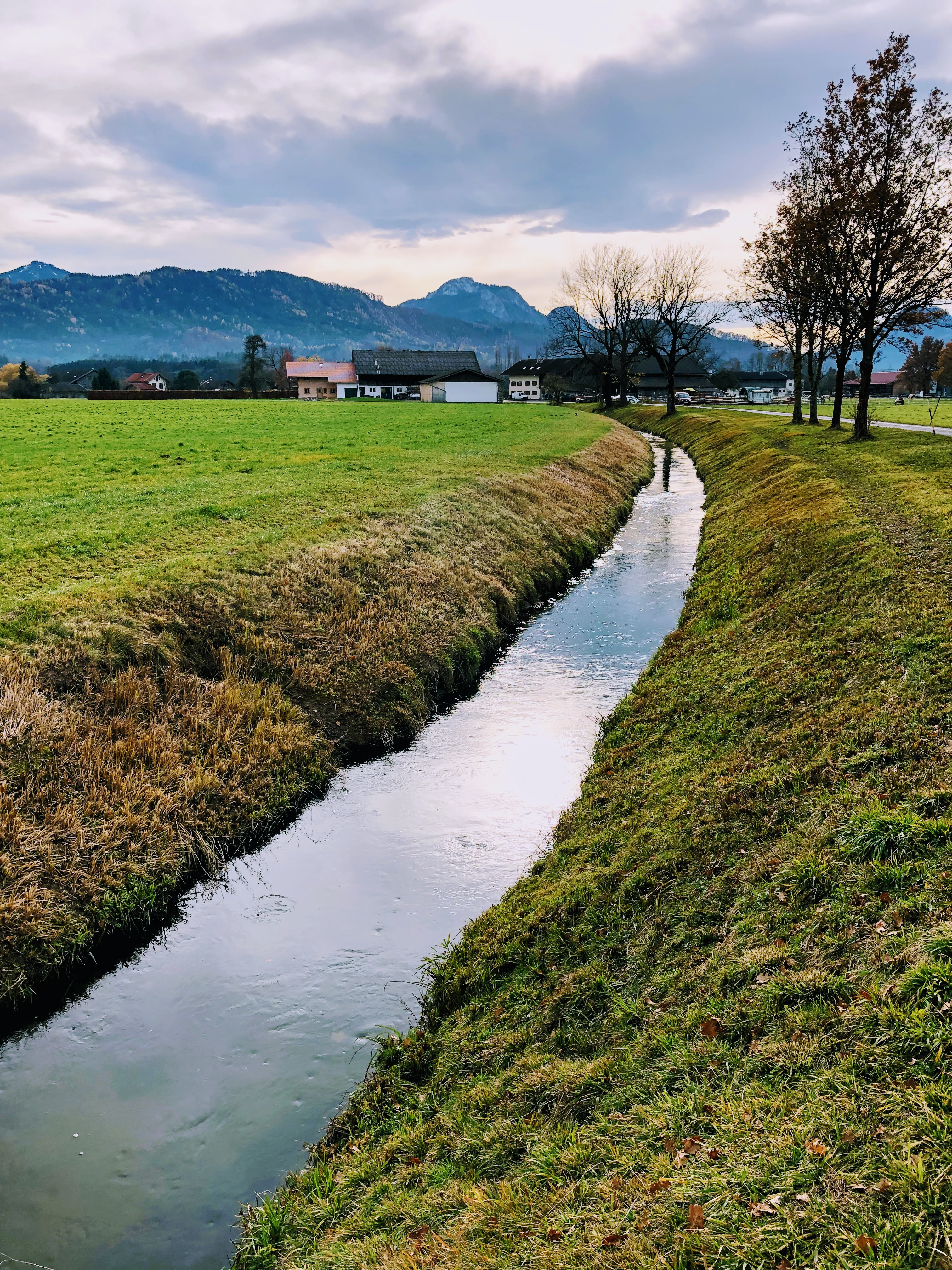

溫克爾巴赫河（德語：Winklbach），是德國的河流，位於該國東南部，由巴伐利亞負責管轄，屬於賽勒巴赫河的右支流，河道全長3.4公里，流經羅森海姆縣。